# Seznam angleških naravoslovcev
Seznam angleških naravoslovcev.

## A
- David Attenborough

## B
- Joseph Banks

## D
- Charles Darwin

## H
- Stephen Hawking
- Fred Hoyle
- Julian Huxley
- Thomas Henry Huxley

## N
- Isaac Newton

## W
- Alfred Russel Wallace